# Lotus 44
Der Lotus 44 war ein Formel-2-Rennwagen, der vom britischen Motorsportteam Lotus in der Saison 1966 gebaut und zum Einsatz gebracht wurde.

## Technik
Der Lotus 44 entstand 1966 auf der Basis des Lotus 35 aus dem Jahre 1965. Der Wagen bekam die breite Aufhängung des Lotus 41, der im selben Jahr erfolgreich in der Formel 3 zum Einsatz kam. Die Fahrzeuge wurden mit Cosworth-Motoren des Typs SCA L4 1.0 ausgerüstet, die jedoch den Triebwerken von Honda, die in den Formel-2-Fahrzeugen von Brabham zum Einsatz kamen, klar unterlegen waren.

## Renngeschichte
Das Ron-Harris-Team setzte drei 44er 1966 in der Formel 2 ein. Jim Clark und Peter Arundell konnten mit dem Wagen aber nur Teilerfolge erzielen. Ein Sieg war nicht möglich und 1967 kam ein neuer Wagen, der Lotus 48, mit dem Lotus in der neu geschaffenen Formel-2-Europameisterschaft an den Start.
Für den großen Preis von Deutschland 1966 auf dem Nürburgring meldete das Team Lotus 3 Lotus 44 für Gerhard Mitter, Pedro Rodriguez und Piers Courage. Mitterer konnte nach einem Unfall in der Qualifikation nicht starten. Rodriguez und Courage fielen im Rennen nach Motorschaden bzw. Unfall aus. Es blieb der einzige Einsatz des 44 in der Formel 1.